# Fontaine-lès-Boulans
Fontaine-lès-Boulans è un comune francese di 87 abitanti situato nel dipartimento del Passo di Calais nella regione dell'Alta Francia.

## Società

### Evoluzione demografica
Abitanti censiti